# Грай (гурт)
Грай — російський паган- і фолк-метал-гурт з міста Набережні Човни, Татарстан.
Репертуар опирається на слов'янську культуру. Гурт поєднує у своїх композиціях чоловічий гроулінг з чистим жіночим вокалом, наспіви флейти та волинки з тяжкими гітарними рифами і жіночою ритм-секцією.

## Історія гурту

### 2005—2007
Датою створення гурту вважається 3 липня 2005 року, коли відбулася перша репетиція. Стиль музики був визначений відразу — фолк-паган метал. На початку 2006 року гурт працював над матеріалом для концертних виступів, тому вже в березні того ж року були готові 6 пісень (3 інструментальних і 3 з англомовними текстами). Команда взяла назву «Raven Blood» («Кров Ворона» у перекладі з англійської мови) і дебютувала на сцені 26 березня 2006 року на рок-концерті «Мега Рок Дебют», який відбувся у клубі Garage міста Набережні Човни. На той момент склад гурту був таким: Тимур Гільфанов (гітара), Андрій Городничук (бас-гітара), Андрій Смирнов (барабани), Рузель Габдрахманов (гітара), Айгуль Гарайшина (клавишні), Аніса Курбангалеєва (вокал).
Протягом 2006 року гурт «Raven Blood» дав декілька концертів у Татарстані, працював над новим матеріалом, англомовні тексти пісень в старих композиціях замінив на російськомовні версії. Наступні тексти пісень вже складалися російською мовою. У листопаді 2006 року назва була змінена на «Воро́г» («відун, знахар, лікар»), до команди були запрошена флейтистка Латипова Алія.

### З 2007 року
У січні 2007 до гурту була запрошена нова вокалістка Дар'я Сердюк, яка співає як звичайним вокалом, так і скримінгом. З цього моменту команда працювала над зміною аранжувань і текстів у піснях для двох жіночих вокальних партій. У червні 2007 року закінчився запис демо-альбому «От Истока», до якого увійшло 4 композиції. Демо вийшло у форматі самвидавницького CD, який музиканти гурту не випустили у широкий прокат, а поширювали лише на концертах. Водночас команда остаточно визначалася з назвою, і колектив змінив її на «Грай», що означає «гомін, пташиний крик».
У 2009 році гурт випустив перший повноформатний альбом «Полынь-трава», який видавався московським лейблом VOLH Records. Наступний альбом «О Земле Родной» був виданий Sound Age Productions 27 вересня 2011 року. У 2012 і 2013 роках ці два альбоми були видані нідерландським лейблом Vic Records.
З 4 по 13 жовтня 2013 року гурт вирушив у закордонний тур. Загалом було проведено 10 концертів у Польщі разом з такими гуртами як Dalriada, Alestorm, Radogost, Percival Schuttenbach, Cruadalach.
Третій альбом «Млада» вийшов 24 вересня 2014 року на німецькому лейблі Hoizgate Records. До виходу альбому був приурочений початок великого європейського туру «Folk Metal Crusade» разом з російський гуртом Сатанакозел містами Німеччини, Польщі та Чехії.
У 2017 році вийшов четвертий альбом гурту. У січні 2018 року цей альбом увійшов до рейтингу 8 найкращих альбомів січня 2018 року від російського порталу про культуру Colta.ru, посівши 6-те місце.

## Склад гурту[1]

### Теперішні учасники
- Рузель «Ruzvelt» Габдрахманов — гітара (2005 — до сьогодні);
- Алія «Лета» Латипова — флейта, волинка, вокал (2009 — до сьогодні);
- Ірина Зибіна — вокал (2010 — до сьогодні);
- Ільнур «Zarev» Гафаров — ударні (2014 — до сьогодні);
- Віктор «Вітольд» Бузнаєв — гітара (2015 — до сьогодні);
- Данило «Скорб» Переладов — бас, вокал (гроул), калюка (тилинка), варган (дримба) (2017 — до сьогодні).

### Колишні учасники
- Андрій «Чар» Городничук — бас (2005—2009)
- Андрій «Посох» Смирнов — ударні (2005—2014)
- Тимур Гільфанов — гітара (2005—2007)
- Рімма «Voronia» Бахтєєва — клавішні, вокал (2007—2013)
- Дар'я «Родониця» Сердюк — вокал (2007—2009)
- Юрій «Sadist» Бедусенко — бас, вокал (гроул), калюка (тилинка), варган (дримба) (2009—2017)

## Дискографія[10]

### Альбоми
- 2009 — «Полынь-трава» (лейбл VOLH records, Росія);
- 2011 — «О Земле Родной» (лейбл Sound Age Productions, Росія);
- 2014 — «Млада» (лейбл NOIZGATE Records)[7][11];
- 2017 — «Пепел» (Noizgate Records, Німеччина).

### Сингли
- 2012 — «Годы предсказаний»;
- 2014 — «Язь»;
- 2014 — «Берёза»;
- 2016 — «Поступь зимы»;
- 2017 — «Доня».

### Демо-альбоми
- 2007 — «От истока» (самовидання).

### Збірка
- 2014 — «В объятиях Мары» («In the Arms of Mara»).

### Кліпи
- 2014 — «В объятиях Мары»[12].